# ساچیکو ایتو
ساچیکو ایتو (انگلیسی: Sachiko Ito؛ زادهٔ ۱۱ اکتبر ۱۹۷۵) بازیکن سافت‌بال اهل ژاپن است.